# Ercsey Lajos
Téglási Ercsey Lajos (Hajdúböszörmény, 1821. április 28. – Hajdúböszörmény, 1876. január 5.) takarékpénztári elnök, országgyűlési képviselő, ügyvéd.

## Élete
Ercsey Gábor és Fábián Erzsébet fiaként született. Hajdúböszörmény város országgyűlési képviselője volt. 1844. november 11-én kötött házasságot Fábián Zsuzsannával, Fábián András és Müller Zsófia lányával. Elhunyt 1876. január 5-én szélhűdés következtében, örök nyugalomra helyzeték 1876. január 7-én a református vallás gyászszertartásai szerint.

## Műve
- 1869–72. országgyűlés működéséről szóló választóihoz intézett jelentése. Bpest, év n.